# Geofact

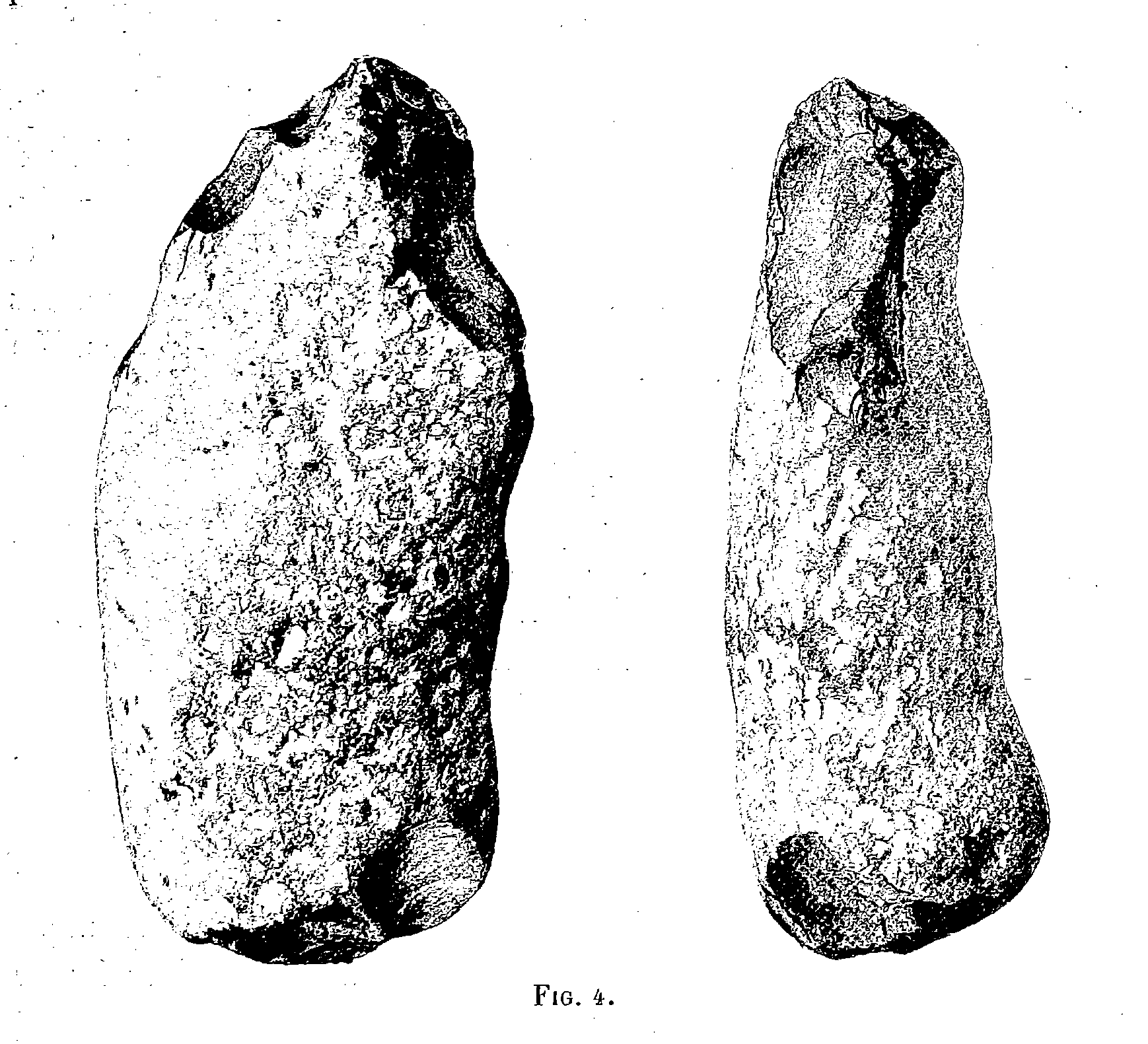
Eoliet uit Frankrijk. Oorspronkelijk geïdentificeerd als een vroege klopsteen, in 1905 door Marcellin Boule aangetoond als van natuurlijke oorsprong.

Een geofact (porte-manteau van "geologie" en "artefact") is een natuurlijk gevormde steen die moeilijk te onderscheiden is van een door de mens gemaakt artefact. Geofacten kunnen door rivieren worden gemodificeerd en daarna verkeerd worden geïnterpreteerd als een artefact, vooral in vergelijking met paleolithische stenen werktuigen.
Mogelijke voorbeelden zijn verschillende prominente oude artefacten, zoals de Venus van Berekhat Ram en de Venus van Tan-Tan. Deze worden door velen in de archeologische gemeenschap beschouwd als geofacten. Een site die een overvloed vertoont van wat waarschijnlijk geofacten zijn, is de Golf van Khambhat.
Hans-Peter Schulz legde geofacten uit als multi-vormige rotsen die te vinden zijn terwijl archeologen echte artefacten proberen te vinden uit vroegere glaciale periodes. Glaciale perioden zoals het Eemien-interglaciaal en de Midden-Weichselien-glaciatie in Noord-Europa werden rotsen verplaatst, welke kleinere stenen vermaalden en versplinterden. De rotsbeweging creëerde soms stenen die leken op artefacten, maar in plaats daarvan slechts een product van glaciale werking zijn. Een ander element dat Schulz beschreef was de afwisseling van zoet en zout water tijdens de ijstijd, welke sedimentlocaties veranderde, zoals bij de Susiluola-grot in Finland. Zodra het ijs smolt, creëerde het sediment en het ijs markeringen op keien van artefact-formaat. Schulz verrichtte metingen om een geofact te onderscheiden, zoals de vafslaghoeken van een zandsteen of kwartsietrots met een limiet tussen 45 en 90 graden. Ook als de afslagplekken afgerond waren werden deze als geofacten beschouwd.